# Казе Балди (Ферара)
Казе Балди (итал. Case Baldi) је насеље у Италији у округу Ферара, региону Емилија-Ромања.
Према процени из 2011. у насељу је живело 51 становника. Насеље се налази на надморској висини од -1 м.